# Villeneuve (Ain)
Villeneuve – miejscowość i gmina we Francji, w regionie Owernia-Rodan-Alpy, w departamencie Ain.

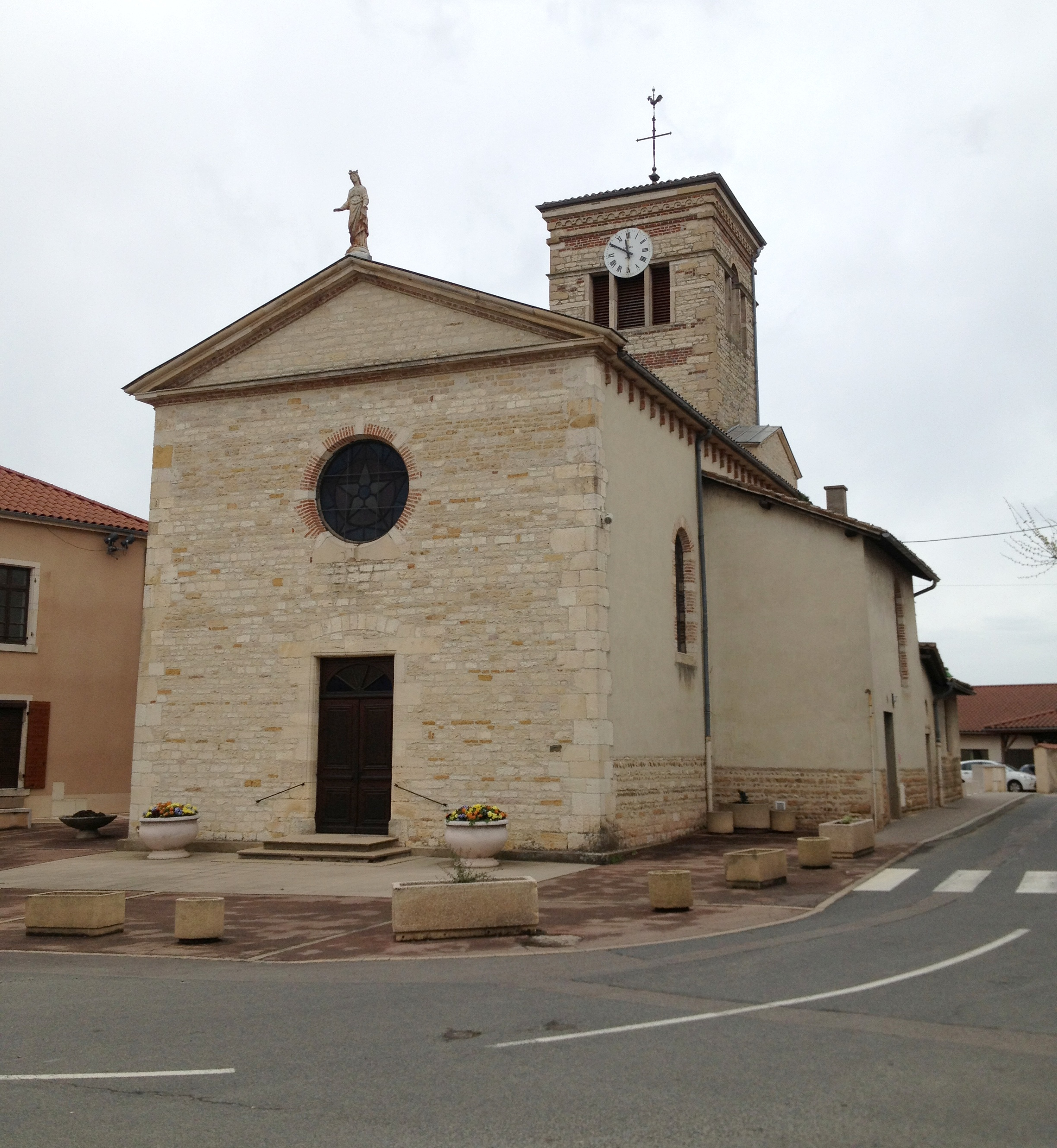
Kościół św. Magdaleny (2013 r.)

## Demografia
Według danych na styczeń 2012 roku gminę zamieszkiwało 1428 osób, a gęstość zaludnienia wynosiła 53,3 osób/km².